# Nacaduba maputi
Nacaduba maputi är en fjärilsart som beskrevs av Semper 1889. Nacaduba maputi ingår i släktet Nacaduba och familjen juvelvingar. Inga underarter finns listade i Catalogue of Life.